# Xã Pierson, Michigan
Xã Pierson (tiếng Anh: Pierson Township) là một xã thuộc quận Montcalm, tiểu bang Michigan, Hoa Kỳ. Năm 2010, dân số của xã này là 3.216 người.